# Herbacol
L'herbacol (Cynara cardunculus) és una planta amb flor del gènere Cynara. És una planta vivaç, rústega i robusta de fins a 2 metres d'alçada. Té les fulles lobulades i glauques. Floreix en capítols semblants a la carxofa de flors violes però punxants. Les llavors són uns aquenis de color negre. Té uns rizomes molt desenvolupats.
Espècie introduïda a l'Argentina, Austràlia i Califòrnia, on s'ha convertit en una planta invasora.
La paraula card també designa d'una manera general altres plantes punxoses dels gèneres Carduus i Cirsium, de la família de les asteràcies o els panicals de les apiàcies.
El card forma part de l'escut de la nissaga dels Cardona i és també un dels emblemes heràldics d'Escòcia.

## Usos

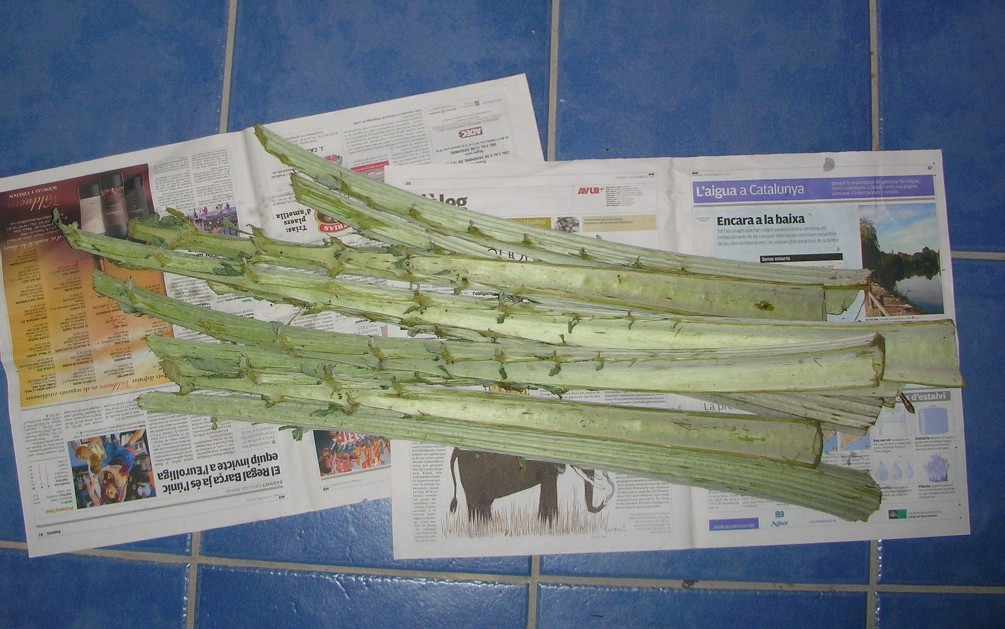
Cards abans de pelar i tallar

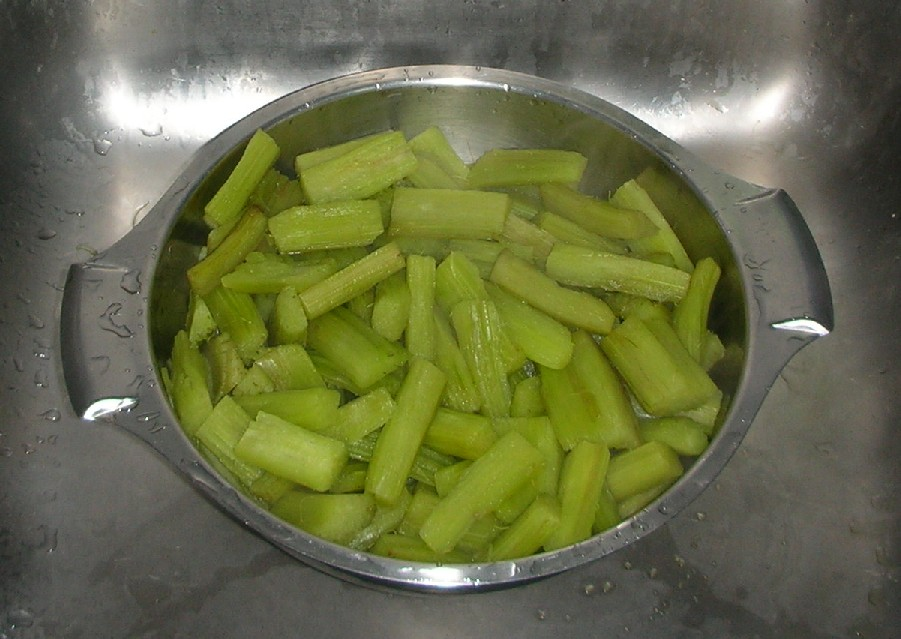
Cards tot just bullits

Se sembra a la fi de la primavera o a la tardor, al principi es desenvolupa poc, necessita força adob però no tanta aigua com la carxofera. A la tardor, està prou desenvolupada per a poder ser blanquejada cosa que es fa amb plàstic negre o agrupant terra a la part basal de les fulles.
L'herbacol (paraula escrita antigament herba-col i herba col, prové del llatí herba coaguli, ‘herba que fa quallar’), es diferencia del card comestible pel fet de tenir punxes a les fulles. S'utilitza tradicionalment per quallar la llet per a fer formatge o mató. Per fer servir l'herba-col com a quall es posen els trossets de la flor en aigua perquè quedin impregnats de l'essència i és aquesta aigua la que s'aboca sobre la llet.
El card comestible o penca (Cynara cardunculus), és un menjar típic de Navarra, la Rioja i Aragó. És costum també menjar-lo per Nadal amb una salsa d'ametlles. Forma part de la menestra. A Occitània es menja en amanida, prèviament escalfat en aigua perquè no piqui. És un dels ingredients de la cuina mediterrània tradicional, tot i que actualment el seu consum és molt reduït a les zones urbanes. Pelar i tallar els cards dona molta feina. Tot i així a alguns supermercats es troben pots de cards en conserva, tallats en trossos menuts i bullits.
Les flors es coneixen amb els noms d'herbacol o flor de formatjar. A les Illes Balears, en particular a Menorca i les Pitiüses, es fan servir com a quall per preparar formatges i brossats de la forma tradicional, com el formatge de Maó. Les flors collides s'assequen i es desen. Quan es necessiten, es posen en remull una nit, per a després picar-les i extreure'n un suc, que és el que s'utilitza com a quall.
Els cards també es planten per a obtenir un oli que es fa servir com a biodièsel, però, com la resta de biodièsels obtinguts a partir de cultius, presenten el problema que es necessitarien enormes quantitats de territoris manllevats a cultius per a l'alimentació humana perquè sigui viable en un àmbit més enllà de l'experimentació o de petites proves il·lustratives.